# Clare Dennis
Clare Dennis (n. 7 martie 1916, Noul Wales de Sud, Australia – d. 5 iunie 1971, Manly Council⁠(d), Noul Wales de Sud, Australia) a fost o înotătoare ce a reprezentat Australia, medaliată olimpică. A participat la o ediție a Jocurilor Olimpice (1932) în care a câștigat două medalii de aur.